# Circuit International d'Ordos
Le Circuit international d'Ordos (en chinois : 鄂爾多斯國際賽車場) est un circuit automobile situé à Ordos, en Chine.

## Historique
Construit en 2010, il a accueilli de nombreux championnats nationaux chinois avant de commencer à organiser des courses internationales telles que la Superleague Formula en 2010, ou le Championnat du monde FIA GT1 en 2011 et 2012.